# Elias Canetti
Elias Canetti (Rusze, Bulgária, 1905. július 25. – Zürich, 1994. augusztus 14.) spanyol zsidó származású, német nyelvű Nobel-díjas regény- és drámaíró, esszéista.

## Élete

### Gyermekkora és fiatalsága
1905. július 25-én a Duna partján fekvő, a román határhoz közel eső Rusze városában látta meg a napvilágot, Bulgáriában. Apja Jacques Canetti és édesanyja Matilde Arditti mindketten gazdag, spanyol származású zsidó családok gyermekei voltak. Bulgária azon részén, ahol letelepedtek és családot alapítottak, több különböző nemzetiségű és nyelvű etnikai csoport élt egymás mellett. Az író elmondása szerint hét-nyolc nyelvet beszéltek a régióban. Sok török család élt a környezetükben, és persze volt külön negyedük a spanyol szefárdoknak. De éltek ott még görögök, albánok, örmények és cigányok is. A románok a Dunán hajózva vándoroltak be és kis számban oroszokkal is lehetett találkozni akkoriban.
Nincs hát semmi csodálkozni való azon, hogy az író műveiben a különböző nemzetek szimbólumai olyan gazdag számmal vannak jelen és írásaiban szinte végigkalauzolja az olvasót az európai kultúrában.
Mivel Elias ladino anyanyelvű szülők gyermeke volt, ezért először ezt a nyelvet sajátította el, de mellette megtanult bolgárul is. Egészen nyolcéves koráig ezt lehet anyanyelvének tekinteni. Mindezek ellenére a család török nemzeti identitását még azután is megőrizte, hogy Bulgária 1908-ban sikeresen elnyerte függetlenségét és kivált az Oszmán Birodalomból. Eliasnak ezután két testvére született: Nissim (1909) és Georg (1911).
1911-ben a család Angliába költözött. Jacques Canettinek két sógora élt Manchesterben. Miután az egyik meghalt, Jacques átvette a helyét a közös vállalkozásban. A következő évben azonban váratlanul ő maga is meghalt. Elias rövid angliai tartózkodásuk alatt sajátította el az angol nyelvet, de apja halála újabb fordulópont volt az életében. A megözvegyült anya gyermekeivel Ausztria fővárosába, Bécsbe költözött férje halála után, miután pár hónapot Svájcban, Lausanne városában töltöttek el. Matilde jó anya volt: fiait elárasztotta gondoskodásával.
Canetti szülei mindketten Bécsben tanultak, és egymás között németül beszéltek. A megözvegyült fiatalasszony Lausanne-i tartózkodásuk során kezdte legnagyobb fiát németre tanítani – meglehetősen különös módszerekkel. Erről részletesen ír Canetti önéletrajzi trilógiájának első, Die gerettete Zunge (magyarul: A megmentett nyelv) című könyvében. Így kezdte elsajátítani Elias a német nyelvet nyolcéves korában, és később ez lett írói nyelve, bár egy írásában úgy nyilatkozott, néha olyan érzése van, hogy ő egy német nyelven író spanyol szerző. Íróként minden munkáját német nyelven publikálta.
A család 1916-ban hagyta el Bécset és telepedett át Zürichbe. Elias kamaszkorának legmeghatározóbb élménye volt a város megismerése. Miután anyja egészségi állapota megromlott és rohamosan rosszabbodott, Matild visszaköltözött Bécsbe, de Eliast Zürichben hagyta. Egy lánynevelő intézet gondjaira bízta, ahol Elias volt az egyedüli fiú. Az író végül itt kezdte el gimnáziumi tanulmányait, de az érettségit 1924-ben Frankfurtban tette le. Három évet tanult a német városban, ahol teljesen a képzőművészetek és az irodalom hatása alá került, de a családja azt szerette volna, ha komolyabb dolgokat tanulna az egyetemen. Ezért 1924-ben visszatért Bécsbe, ahol beiratkozott az egyetem természettudományi karának kémia szakára.

### A pályakezdő író
1924-1929 között Canetti Bécsben élt, 1927-ben szerezte meg a doktorátust kémiából. Ez alatt az öt év alatt sokat utazott, bejárta Európa nagy városait: Párizst, Berlint és hazautazott Bulgáriába is. Életének ezen korszaka pályája egy újabb fordulópontja volt: Németországban alkalma volt jobban megismerkedni a művészetekkel, a filozófiával, az irodalommal, értelmiségi találkozókon vett részt és elkezdett dolgozni első irodalmi alkotásain is.
Ekkor ismerkedett meg Karl Krausszal, a Die Fackel folyóirat alapítójával, aki nagy benyomást tett rá. Találkozott későbbi feleségével Veza Taubner-Calderonnal, de megismerte Alma Mahlert, Gustav Mahler özvegyét is, valamint a korabeli kulturális élet számos kiemelkedő képviselőjét: Alban Berget, Bertolt Brechtet, George Groszt, Robert Musilt. Mindeközben angol könyvek németre fordításából tartotta el magát és elkezdte írni első regényét Die Blendung (Káprázat) címmel.
1927. július 15-én tűz ütött ki a bécsi igazságügyi palotában. Ennek kapcsán született meg az 1960-ban kiadott Masse und Macht (Tömeg és hatalom) című írása, amelyet maga Canetti élete főművének tekint. Ebben a hatalom mibenlétéről és válfajairól gondolkozik, elemzi a társadalom és a hatalom viszonyát.

### Egy száműzött értelmiségi
A Masse und Macht után ideje legnagyobb részét az írásnak szentelte. Műveinek túlnyomó többségében antropológiai elemző szemléletét mélyítette el. Írásait az 1930-as évek közepén kezdte el publikálni. 1935-ben jelent meg első regénye a Die Blendung. 1932-ben megtekintette Berg Wozzeck című operájának egy előadását. A darab hatására írta meg Die Hochzeit (Az esküvő) című drámáját, ezt követte a következő évben elkészült Komödie der Eitelkeit (A hiúság komédiája) című darabja. 1934-ben feleségül vette Vezát. Három év múlva meghalt az édesanyja, akinek hiánya nagyon megviselte őt.
1938-ban Adolf Hitler csapatai bevonultak Bécsbe, és megtörténik az Anschluss: Németország annektálta Ausztriát. A Canetti házaspár ekkor elhagyta az osztrák fővárost, és miután néhány hetet Párizsban töltöttek Londonban telepedtek le. 1942-től haláláig, mindennap megírta benyomásait, gondolait, ezeket a feljegyzéseket Aufzeichnungen (Az óra titkos szíve) néven foglalta össze. 1946-ban a házaspár megkapta a brit állampolgárságot.

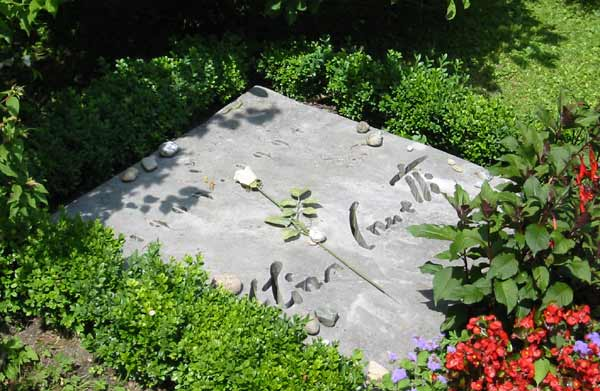
Az író sírja Zürichben

1954-ben egy marokkói utazás hatására írta meg a Die Stimmen aus Marrakecht (Marrákes hangjai) című útirajzát, amelyet folytatásokban közöl le egy folyóirat. Két év múlva készült el harmadik színdarabja Die Befristeten (Akik haladékot kaptak) címmel. Ez az első darabja, amelyet egy oxfordi társulat színpadra is állított. 1960-ban kiadják a Masse und Machtot.
1963-ban meghalt Veza. Canetti ekkor mély depresszióba esett, amiből csak barátai segítségével tudott kilábalni. Nagyon közeli kapcsolatba került Hera Buschor-ral, a zürichi Kunsthaus vendéglősével, aki segített neki átvészelni a felesége elvesztése okozta depresszióját. Ezután több éven keresztül London és Zürich között ingázott. Ugyanis amíg új szerelme Zürichben élt, addig őt munkája Londonhoz kötötte. 1971-ben aztán ismét megnősült, elvette Herát. A következő évben megszületett a lánya, Johanna. A házaspár Zürichben, majd végül Züribergben telepedett le.
Canetti az 1970-es években beutazta Európát, több országban is konferenciákon vett részt. 1972-ben Büchner-díjjal tüntették ki. 1977-ben jelentette meg első önéletrajzi kötetét, amely az olvasók és a kritikusok körében egyaránt nagy sikert aratott. Ezt még három kötet követte, a legutolsó, posztumusz kiadásként 2003-ban jelent meg. 1981-ben megkapta az irodalmi Nobel-díjat. Utolsó éveiben a világtól elzárkózva élt, a sajtóval sem tartotta a kapcsolatot. 1988-ban második felesége is elhunyt. Ezután végleg elhagyta londoni lakását. Zürichbe költözött, ahol 1994. augusztus 14-én érte a halál.

## Munkássága
Canetti leghíresebb regénye, egyben az első hosszabb lélegzetű irodalmi alkotása is volt. A Káprázat magyarul 1973-ban jelent meg. A mű konzervatív felépítésű, de kafkai ihletésű, megelőlegezi az abszurd színházat és a francia nouveau roman-t. A történet egy szobatudós tragikomédiáját mondja el és pesszimista látomást fest a jövőről, amelyben az ember, mint ösztönlény jelenik meg, és eluralkodik a barbárság. A főhős Peter Kien, a keleti nyelvek és irodalmak professzora a külvilágtól elszigetelten él. Huszonötezer könyve jelenti számára a társaságot, ők töltik be a beszélgető partner szerepét és jelentik számára a valóságát. Therese, a házvezetőnő elsődleges feladata a könyvtár rendben tartása és megóvása. Kient folyamatosan félelmek gyötrik : szorongással tölti el az a tudat, hogy értékes könyvtára betörők zsákmánya vagy egy tűzvész áldozata lehet, ezért feleségül veszi a nála sokkal idősebb és műveletlen Therese-t. Egyetlen kikötése van csupán: az asszonynak nem szabad hozzászólnia.
Therese szenved férje mellett, Kien ugyanis minden férfiúi kötelezettsége undorral tölti el, így nem is teljesíti azokat. A nő végül bosszút forral: uralma alá hajtja a kutatót, testileg és lelkileg is bántalmazza, majd kitúrja házból, és maga mellé veszi élettársnak valódi szeretőjét, a durva és barbár házfelügyelőt. Kien mindenéből ki lett forgatva, egy korábbi balesete következtében meg is nyomorodott. Miután az utcára kerül, az alvilágban köt ki, alkoholista lesz. Ekkor bukkan fel az általa megvetett testvére, aki felkapott pszichiáter lett. Ő teremt rendet: Therese-t és szeretőjét kidobja a lakásból, és visszahelyezi jogaiba testvérét. Peter ekkor máglyát rak a könyveiből, amelynek a tetejére ő maga is felmászik és harsány kacaj közepette a lángok martalékává lesz. Az író nagyon világos és szabatos nyelvhasználatban írta meg regényét, alakjait kitűnően jellemzi sztereotip beszédmódjuk.
A Káprázat visszhang nélkül maradt, német nyelvterületen figyelemre sem méltatták, csak az 1960-as években kezdtek felfigyelni rá, akkor, amikor más országokban iskolát teremtett. Canetti színdarabjai is eltértek a kor ízléstől és ezeket is túl későn ismerte meg a nagy közönség. Mire kiadták vagy színpadra állították őket, már nem számított nagy újdonságnak az abszurd színház, és ami keletkezésük idején még új és merész volt bennük, ekkor már természetesnek hatott. Canetti színdarabjai mindig egy pusztulásra ítélt embercsoportot mutatnak be. Írójuk azt kutatta bennük, milyen lehetséges megoldások kínálkozik hősei számára, azok hogyan viselkednek szélsőséges helyzetekben.
Canetti fő művének az 1960-ban megjelent Hatalom és tömeg-et tartotta, ezt a mindenkori hatalomról, a hatalom és a társadalom viszonyáról, a hatalom működéséről elmélkedő hatalmas esszé. Első életrajzi regénye 1977-ben a Megőrzött nyelv címmel jelent meg, mely 1921-ig mondja el az író történetét, és a gyermek- és ifjúkori nyelvkeresés, valamint az egyéniség érvényesítéséért (főleg a családdal) vívott harcot eleveníti fel benne az író. A második rész három évvel később készült, ennek címe A hallás iskolája. 1921-től a Káprázat megírásig beszéli el az eseményeket. A trilógia harmadik része A szemjáték, a írói pálya 1937-ig tartó szakaszát idézi fel. Canetti először Kafkát, majd Arisztophanészt, Gogolt és Stendhalt nevezte mestereinek.

## Művei

### Regények
- Káprázat 1935 (magyar kiadás 1973)
- A megőrzött nyelv 1977 (magyar kiadás 1982)
- A hallás iskolája 1980 (magyar kiadás 1990)
- A szemjáték 1985 (magyar kiadás 1993)

### Esszék
- A túlélő 1983
- Tömeg és hatalom 1960 (magyar kiadás 1991)
- A másik per 1969
- A szavak lelkiismerete 1973
- A fültanú 1974

### Egyéb prózai írások
- Az óra titkos szíve 1942–1948, 1973–1978 (feljegyzések, magyar kiadás 1987)
- Marrákes hangjai 1968 (útijegyzetek, magyar kiadás 1972)
- A méltatlanokra pazarolt tisztelet 1970
- Emberi tartomány 1942-1972 (első kiadás 1973)
- Gyötrő legyek 1992 (feljegyzések)
- Hampsteadi toldalékok 1994 (feljegyzések)

### Drámák
- Az esküvő 1932
- A hiúság komédiája 1950
- Akik haladékot kaptak 1956

## Magyarul
- Marrákes hangjai. Útijegyzetek; ford. Széll Jenő, utószó Bor Ambrus; Európa, Bp., 1972 (Modern könyvtár)
- Káprázat; ford. Sárközy Elga, utószó Németh G. Béla; Európa, Bp., 1973
- A megőrzött nyelv. Egy ifjúkor története; ford. Sárközy Elga; Európa, Bp., 1982 (Emlékezések)
- A túlélő; ford. Bor Ambrus; Európa, Bp., 1983 (Mérleg)
- A hallás iskolája. Életem története, 1921–1931; ford. Halasi Zoltán; Európa, Bp., 1990 (Emlékezések)
- Tömeg és hatalom; ford. Bor Ambrus; Európa, Bp., 1991
- A szemjáték; ford. Kertész Imre, Halasi Zoltán; Európa, Bp., 1993 (Emlékezések)
- Feljegyzések; vál., ford., utószó, jegyz. Halasi Zoltán; Európa, Bp., 2006 (Mérleg)